# Сељани (Вељки Кртиш)
Сељани (слч. Seľany) насељено је мјесто са административним статусом сеоске општине (слч. obec) у округу Вељки Кртиш, у Банскобистричком крају, Словачка Република.

## Становништво
| Година:    | 1994. | 2004.   | 2014.    | 2024.    |
| ---------- | ----- | ------- | -------- | -------- |
| Број људи: | 253   | 235     | 197      | 140      |
| Разлика:   |       | -7,11 % | -16,17 % | -28,93 % |

| Година:    | 2023. | 2024.   |
| ---------- | ----- | ------- |
| Број људи: | 146   | 140     |
| Разлика:   |       | -4,10 % |

Према подацима о броју становника из 2011. године насеље је имало 205 становника.